# Inter Club d'Escaldes
Maillots
Actualités
L'Inter Club d'Escaldes est un club andorran de football basé à Escaldes-Engordany.

## Historique
- 1978 - fondation du club
- 1997 - 1re participation à la Lliga de Primera Divisió

## Bilan sportif

### Palmarès
- Championnat d'Andorre
  - Champion : 2020, 2021, 2022 et 2025
  - Vice-champion : 2023 et 2024
- Coupe d'Andorre
  - Vainqueur : 2020, 2023 et 2025
  - Finaliste : 2002
- Supercoupe d'Andorre
  - Vainqueur : 2020, 2021, 2022, 2023
  - Finaliste : 2024
- Championnat d'Andorre de deuxième division
  - Champion : 2017

### Bilan européen
Note : dans les résultats ci-dessous, le score du club est toujours donné en premier
| Saison    | Compétition             | Tour              | Club               | Domicile | Extérieur | Total |
| --------- | ----------------------- | ----------------- | ------------------ | -------- | --------- | ----- |
| 2020-2021 | Ligue des champions     | Tour préliminaire | KF Drita           | 1 - 2    | 1 - 2     | 1 - 2 |
| 2020-2021 | Ligue Europa            | Deuxième tour Q   | Dundalk FC         | 0 - 1    | N/A       | 0 - 1 |
| 2021-2022 | Ligue des champions     | Tour préliminaire | HB Tórshavn        | 1 - 0    | 1 - 0     | 1 - 0 |
| 2021-2022 | Ligue des champions     | Tour préliminaire | FC Pristina        | 0 - 2    | 0 - 2     | 0 - 2 |
| 2021-2022 | Ligue Europa Conférence | Deuxième tour Q   | Teuta Durrës       | 0 - 3 ap | 2 - 0     | 2 - 3 |
| 2022-2023 | Ligue des champions     | Tour préliminaire | SP La Fiorita      | 2 - 1    | 2 - 1     | 2 - 1 |
| 2022-2023 | Ligue des champions     | Tour préliminaire | Víkingur Reykjavik | 0 - 1    | 0 - 1     | 0 - 1 |
| 2022-2023 | Ligue Europa Conférence | Deuxième tour Q   | CFR Cluj           | 1 - 1    | 0 - 3     | 1 - 4 |
| 2023-2024 | Ligue Europa Conférence | Premier tour Q    | Víkingur Gøta      | 2 - 1    | 1 - 1     | 3 - 2 |
| 2023-2024 | Ligue Europa Conférence | Deuxième tour Q   | Hibernian FC       | 2 - 1    | 1 - 6     | 3 - 7 |
| 2024-2025 | Ligue Conférence        | Premier tour Q    | Velež Mostar       | 5 - 1    | 1 - 1     | 6 - 2 |
| 2024-2025 | Ligue Conférence        | Deuxième tour Q   | AEK Athènes        | 0 - 4    | 3 - 4     | 3 - 8 |
| 2025-2026 | Ligue des champions     | Premier tour Q    | FCSB               | 2 - 1    | 1 - 3     | 3 - 4 |
| 2025-2026 | Ligue Conférence        | Deuxième tour Q   | Olimpija Ljubljana | 1 - 1    | 2 - 4     | 3 - 5 |

Légende
- Victoire ou qualification pour le tour suivant
- Match nul
- Défaite ou élimination de la compétition

## Personnalités du club
Le premier tableau liste l'effectif de l’Inter Escaldes pour la saison 2024-2025

## Identité du club

### Logos

Ancien logo
Logo actuel